# Kremeljski arzenal
Kremeljski arzenal (rusko: Арсенал Московского Кремля) je nekdanja orožarna, zgrajena v okviru Moskovskega kremlja v Rusiji. Sprva zgrajen leta 1736, je bila večkrat obnovljen. Do danes ostaja v vojaški uporabi, za razliko od Kremeljske orožarne, še enega arzenala v Kremlju, ki je zdaj muzej. V stavbo vstop javnosti ni dovoljen, vidi se lahko le del kratke južne fasade.
V Kremeljskem arzenalu trenutno domuje Kremljski polk, ki je glavna varnostna služba ruskega predsednika, daljša vzhodna fasada pa je visoko zavarovano in omejeno območje.

## Lega
Podolgovata dvonadstropna stavba s približno trapeznim tlorisom stoji na severnem delu Kremlja in se razprostira tam vzdolž zahodnega odseka Kremeljskega obzidja med stolpom sv. trojice in Arzenalovim stolpom. Severna stranska fasada stavbe zaseda odsek vzhodnega obzidja vzporedno z Rdečim trgom, med vogalnim stolpom Arzenala in Nikolajevim stolpom. Če se vstopi v Kremelj skozi stolp sv. Trojice, je Arzenal na levi, natančneje njegovo južno pročelje.
V arzenalu so zdaj sedeži uradov Kremlja in vojašnice tako imenovanega Kremeljskega polka (znanega tudi kot glavna stražarska služba ruskega predsednika) tajne službe FSO. Zaradi tega si ga turisti lahko ogledajo le od zunaj. Dovoljeno je le bližje južni fasadi, medtem ko je daljša vzhodna fasada, kjer je tudi vhod, del strogo zavarovan in je zato zaprt za javnost.

## Zgodovina
Stavba arzenala izvira iz 18. stoletja in je zato eden mlajših delov pretežno pozno srednjeveškega in zgodnjemodernega kompleksa Kremlja. Posebnost Arzenalove stavbe je med drugim tudi ta, da se je gradila zelo dolgo in je bila večkrat uničena.
Ko je junija 1701 po celotnem Moskovskem kremlju prišlo do uničujočega požara, so bile številne zasebne gospodarske zgradbe ob zahodnem trdnjavskem zidu popolnoma uničene. To je omogočilo gradnjo nove stavbe na izpraznjenem posestvu. Na pobudo takratnega carja Petra I., ki je nato izdal ustrezen ukaz, da na mestu prejšnjih graščin postavijo reprezentativno stavbo, ki bo namenjena shranjevanju topniških zalog trdnjave, vključno z orožjem, zajetim med vojnami.
Gradnja novega Arzenala se je začela leta 1702 na podlagi zasnove ruske skupine arhitektov okrog precej neznanega mojstra Dmitrija Ivanova. Vendar je gradnja, zaradi tehničnih in finančnih težav, le počasi napredovala, dokler leta 1706 ni bila skoraj povsem ustavljena. Glavni razlog za to je bilo dejstvo, da je bilo Rusko carstvo sredi velike severne vojne, ki je zahtevala velik del razpoložljivih virov, pa tudi, da je bil potreben velik del materiala in osebja za izgradnjo na novo ustanovljene prestolnice Sankt Peterburg.
V naslednjih desetletjih so gradnjo Arzenala nadaljevali a z dolgimi prekinitvami, tako da so temeljne stene dokončali šele leta 1731. Leta 1736 je bila celotna stavba dokončno dokončana, zdaj pod vodstvom v Nemčiji rojenega arhitekta Johanna Jakoba Schumacherja (tudi: Ivan Jakovlewič Schumacher). Vendar pa je bil le leto pozneje med novim požarom (tako imenovani trojni ogenj maja 1737, ki je razbil tudi znameniti car zvonov) močno poškodovan, saj so zlasti lesene konstrukcije stavbe postale neuporabne. Obnova se je dolgo načrtovala: dela so se začela šele dve desetletji pozneje in nadaljevala, spet s prekinitvami iz različnih razlogov, vse do 1790-ih. Od leta 1786 do 1796 je delo za obnovo Arzenala v Kremlju vodil znani moskovski mestni arhitekt Matvej Kasakov. Zunanjost današnje stavbe v veliki meri ustreza stanju po obnovi, ki jo je izvedel Kasakov.
Arzenal je utrpel še eno škodo med vojno z Napoleonom leta 1812, ko so ga razstrelile francoske čete, skupaj s številnimi drugimi kremeljskimi strukturami. Deli severne fasade so se podrli, preostali del stavbe pa je zgorel do tal. Obnova, tokrat pod vodstvom arhitekta Josipa Bovéja, se je začela leta 1814 kot del obsežne obnove celotne Moskve in je bila končana leta 1828.
V 19. stoletju so načrtovali obnovljeno stavbo v celoti uporabiti kot vojaški muzej. V ta namen so bili tja pripeljani vsi topniški deli, zajeti v vojni 1812. Velik del teh še danes stoji kot eksponati ob fasadah arzenala. Poleg tega je bilo v arzenalu v začetku 20. stoletja shranjenih okoli 200.000 enot različnih vrst zgodovinskega orožja, preden se je vojska preselila v stavbo . Ko je bila leta 1960 porušena starejša orožarna, da bi bila zgradili Kongresno palačo neposredno nasproti južne fasade Arzenala, so bili od tam v Arzenal preseljeni tudi številni zgodovinski topovi.

## Arhitektura
Stavba Arzenala je visoka 24 metrov in dolga približno 300 metrov na najdaljši stranici - zahodno pročelje ob Kremeljskem obzidju. Sestavljena je iz dejanske stavbe v obliki obsežnega trapeza, ki popolnoma obdaja prostorno dvorišče. Opečne stene so nenavadno debele v primerjavi s podobnimi zgradbami iz 18. stoletja, kar je bilo potrebno zaradi velikega notranjega prostora. Rumena barva na fasadah ustreza barvi fasade številnih drugih markantnih stavb v Kremlju, kar poudarja pripadnost stavbe kompleksu celotnega Kremlja.
Arhitekturno omembe vredna so velika obokana okna na vseh fasadah, ki so v obeh vrstah razporejena v parih. Debelino temeljnih sten stavbe je mogoče prepoznati tudi po globini belih apnenčastih okenskih okvirjev, okna pa dajejo celotni zgradbi izredno monumentalen značaj, kar daje namig na vojaški namen stavbe. Na vzhodni fasadi, neposredno nasproti Senatni palači, je tudi eden od obeh vhodov na dvorišče Arzenala. Ta vhod izstopa z obokanim portalom, okrašenim z baročnimi okraski.
Zgodovinsko uporabo kot skladišča orožja poudarja predvsem več kot 800 zgodovinskih topov in drugih kosov topništva, ki so postavljeni vzdolž fasad na kamniti podlagi. Večina teh primerkov - med katerimi so izdelki iz Francije, Avstrije, Prusije in Italije - so trofeje iz vojne proti Napoleonu leta 1812. Poleg tega je na južni fasadi razstavljenih približno 20 starih ruskih pušk iz 16. in 17. stoletja, ki so jih sem leta 1960 prenesli iz orožarne. Med njimi je delo znamenitega mojstra Andreja Čohova, ki je ustvaril tudi največji top car topov, ki danes stoji diagonalno nasproti južni fasadi Arzenala